# تالبوت تيز
تالبوت تيز Talbott Teas شركة شاي فاخرة في شيكاغو، تملكها شركة جامبا جوس. بلغت أرباح الشركة حوالي 3 ملايين دولار. أسسها شين تالبوت وستيفن ناكيشر في عام 2003.